# 小松原隆二

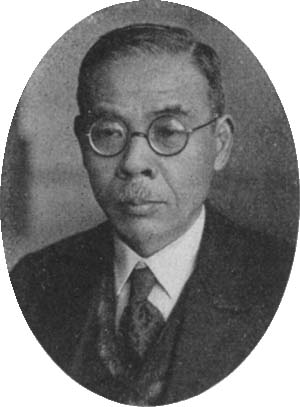
小松原隆二

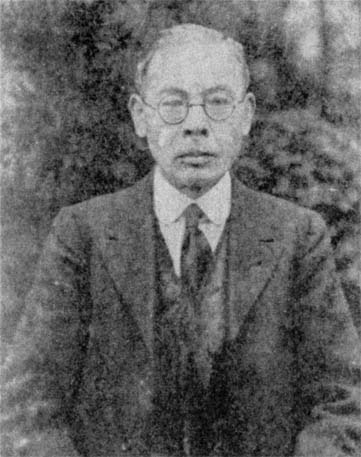
小松原隆二

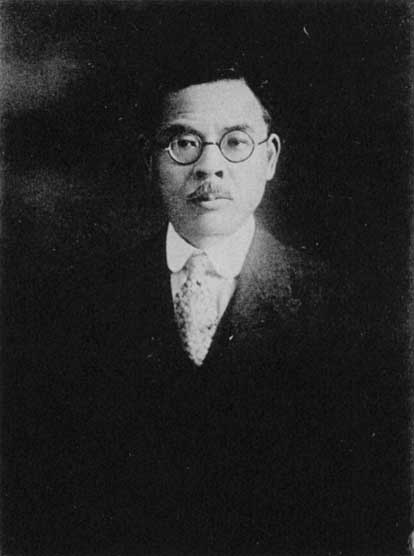
小松原隆二

小松原 隆二（こまつばら たかじ、1875年（明治8年）6月2日 - 1944年（昭和19年）12月17日）は、日本の教育者、文部官僚。

## 経歴
岡山県出身。1900年（明治33年）、東京帝国大学文科大学英文学科を卒業。1902年（明治35年）、第七高等学校造士館教授に就任し、1908年（明治41年）に第八高等学校教授に転じた。1922年（大正11年）、文部省督学官となり、翌年には姫路高等学校校長に就任した。その後、第八高等学校校長となり、1940年（昭和15年）1月に退官した。退官後は第八高等学校名誉教授の称号を受けた。
また同年3月から翌年にかけて、富山高等学校校長事務取扱を務めた。

## 親族
- 西野元 - 妻の兄[1]。大蔵次官・貴族院議員・枢密顧問官。